# Тривимірні шахи

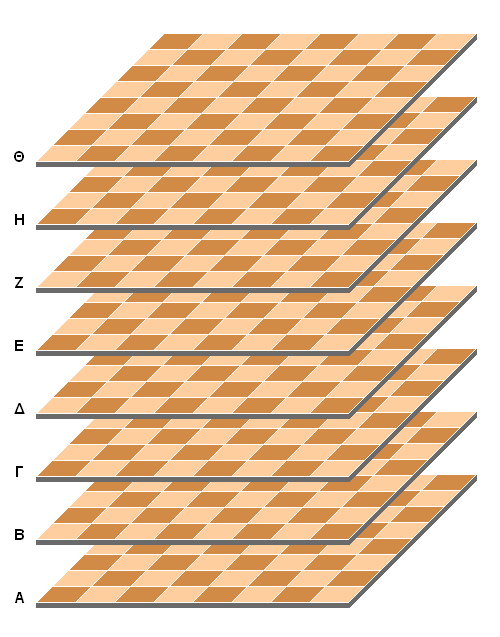
Ігровий простір Кубікшах 8×8×8

Тривимірні шахи (або 3‑D шахи ) — це будь-який варіант шахів, який використовує кілька дощок, що представляють різні рівні, що дозволяє шаховим фігурам переміщатися в трьох фізичних вимірах. У практиці це зазвичай досягається, коли дошки, що представляють різні шари, викладаються одна біля одної.
Тривимірні варіанти існували принаймні з кінця 19 століття, одним із найстаріших є Раумшах ("Космічні шахи" з німецької), винайдений у 1907 році Фердинандом Мааком і який вважається класичною 3‑D грою.  Маак заснував клуб Raumschach в Гамбурзі в 1919 році, який залишався активним до Другої світової війни.
Розділ 25 із « Систематичної енциклопедії шахових варіантів » Девіда Прітчарда обговорює близько 50 таких варіацій, що розширюють шахи до трьох вимірів, а також кілька багатовимірних варіантів. Розділ 11 охоплює варіанти з використанням кількох дощок, які зазвичай лежать поруч, що також можна розглядати як додатковий вимір у шахах. 
Вираз «Тривимірні шахи» в розмовній мові використовують для опису складних, динамічних систем з багатьма конкуруючими сутностями та інтересами, включаючи політику, дипломатію та війну. «Грати в тривимірні шахи» означає більш високе розуміння та володіння системою поза межами розуміння інших однолітків чи звичайних спостерігачів, які, як передбачається, «грають» у звичайні шахи. 
Тривимірні шахи часто з’являлися в науковій фантастиці, зокрема у франшизі « Зоряний шлях », що сприяло популяризації гри.

## Кубікшах
Ліонель Кізеріцький (1806–1853) розробив Kubikschach (Кубічні Шахи з німецької) у 1851 році.  Він використовував дошку 8×8×8, позначаючи третій вимір грецькими літерами з альфи до тета. Цей формат пізніше був підхоплений Мааком у 1907 році при розробці Раумшаха . За словами Девіда Прітчарда, цей формат є:
найпопулярнішою 3‑D дошкою серед винахідників, і в той же час найбільш розумово неперетравною для гравців. . . Менш вимогливими до просторового бачення і, отже, більш практичними є ігри, обмежені трьома дошками 8×8 та ігри з дошками розміром менше 8×8. 

## Раумшах
Фердинанд Маак (1861–1930) розробив Раумшах (Космічні шахи з німецької) у 1907 році. Він стверджував, що для того, щоб шахи були більше схожі на сучасну війну, атака повинна бути можлива не тільки з двовимірної площини, але також зверху (повітря) і знизу (під водою). Оригінальна ідея Маака була для дошки 8×8×8, але після експериментів з меншими дошками він врешті решт зупинився на 5×5×5. Інші очевидні відмінності від стандартних шахів включають два додаткових пішака на гравця та особливу фігуру (по дві на гравця) під назвою єдиноріг .

### Дошка
У Раумшах 3‑D дошку можна уявити як куб, розрізаний на п’ять рівних проміжків через кожну з трьох основних координатних площин. Це розділення дає ігровий простір 5×5×5 (125 кубів). Куби (зазвичай представлені квадратами і часто називаються клітинками ) чергуються за кольором у всіх трьох вимірах.

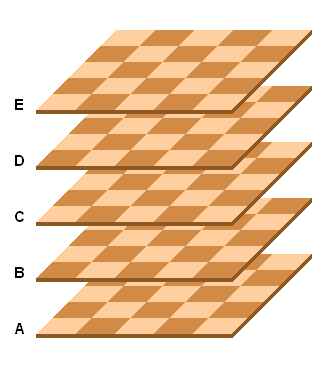
Ігровий простір Раумшах 5×5×5

Горизонтальні рівні позначаються великими літерами від А до Е. Вертикалі та горизонталі рівня позначаються за допомогою алгебраїчної нотації. Білі починаються на рівнях A і B, а чорні починаються на рівнях E і D.

### Правила
| Ea5 | Eb5 | Ec5 | Ed5 | Ee5 |
| Ea4 | Eb4 | Ec4 | Ed4 | Ee4 |
| Ea3 | Eb3 | Ec3 | Ed3 | Ee3 |
| Ea2 | Eb2 | Ec2 | Ed2 | Ee2 |
| Ea1 | Eb1 | Ec1 | Ed1 | Ee1 |

| Da5 | Db5 | Dc5 | Dd5 | De5 |
| Da4 | Db4 | Dc4 | Dd4 | De4 |
| Da3 | Db3 | Dc3 | Dd3 | De3 |
| Da2 | Db2 | Dc2 | Dd2 | De2 |
| Da1 | Db1 | Dc1 | Dd1 | De1 |

| Ca5 | Cb5 | Cc5 | Cd5 | Ce5 |
| Ca4 | Cb4 | Cc4 | Cd4 | Ce4 |
| Ca3 | Cb3 | Cc3 | Cd3 | Ce3 |
| Ca2 | Cb2 | Cc2 | Cd2 | Ce2 |
| Ca1 | Cb1 | Cc1 | Cd1 | Ce1 |

| Ba5 | Bb5 | Bc5 | Bd5 | Be5 |
| Ba4 | Bb4 | Bc4 | Bd4 | Be4 |
| Ba3 | Bb3 | Bc3 | Bd3 | Be3 |
| Ba2 | Bb2 | Bc2 | Bd2 | Be2 |
| Ba1 | Bb1 | Bc1 | Bd1 | Be1 |

| Aa5 | Ab5 | Ac5 | Ad5 | Ae5 |
| Aa4 | Ab4 | Ac4 | Ad4 | Ae4 |
| Aa3 | Ab3 | Ac3 | Ad3 | Ae3 |
| Aa2 | Ab2 | Ac2 | Ad2 | Ae2 |
| Aa1 | Ab1 | Ac1 | Ad1 | Ae1 |

| Ea5 | Eb5 | Ec5 | Ed5 | Ee5 |
| Ea4 | Eb4 | Ec4 | Ed4 | Ee4 |
| Ea3 | Eb3 | Ec3 | Ed3 | Ee3 |
| Ea2 | Eb2 | Ec2 | Ed2 | Ee2 |
| Ea1 | Eb1 | Ec1 | Ed1 | Ee1 |

| Da5 | Db5 | Dc5 | Dd5 | De5 |
| Da4 | Db4 | Dc4 | Dd4 | De4 |
| Da3 | Db3 | Dc3 | Dd3 | De3 |
| Da2 | Db2 | Dc2 | Dd2 | De2 |
| Da1 | Db1 | Dc1 | Dd1 | De1 |

| Ca5 | Cb5 | Cc5 | Cd5 | Ce5 |
| Ca4 | Cb4 | Cc4 | Cd4 | Ce4 |
| Ca3 | Cb3 | Cc3 | Cd3 | Ce3 |
| Ca2 | Cb2 | Cc2 | Cd2 | Ce2 |
| Ca1 | Cb1 | Cc1 | Cd1 | Ce1 |

| Ba5 | Bb5 | Bc5 | Bd5 | Be5 |
| Ba4 | Bb4 | Bc4 | Bd4 | Be4 |
| Ba3 | Bb3 | Bc3 | Bd3 | Be3 |
| Ba2 | Bb2 | Bc2 | Bd2 | Be2 |
| Ba1 | Bb1 | Bc1 | Bd1 | Be1 |

| Aa5 | Ab5 | Ac5 | Ad5 | Ae5 |
| Aa4 | Ab4 | Ac4 | Ad4 | Ae4 |
| Aa3 | Ab3 | Ac3 | Ad3 | Ae3 |
| Aa2 | Ab2 | Ac2 | Ad2 | Ae2 |
| Aa1 | Ab1 | Ac1 | Ad1 | Ae1 |

Білі починають. Метою гри, як і в стандартних шахах, є мат. Тури, слони та коні рухаються так само, як у шахах, у будь-якій з площин.
- A rook moves through the six faces of a cube in any rank, file, or column.
- A bishop moves through the twelve edges of a cube.
- A knight makes a (0,1,2) leap (the same effect as one step as a rook followed by one step as a bishop in the same outward direction) enabling it to control 24 different cells from the board's center.
- A unicorn moves in a manner special to a 3D space (i.e. triagonal movement) through the corners of a cube, any number of steps in a straight line. Thus, each unicorn can reach a total of 30 cells of the 125-cell gamespace; each player's pair can reach 60.
- The queen combines the moves of a rook, bishop, and unicorn. The queen has a total of 26 different directions to move: 6 faces plus 12 edges plus 8 corners.
- The king moves the same as the queen but one step at a time.
- A pawn, as in chess, moves and captures always forward toward the promotion rank (rank E5 for White, rank A1 for Black). This includes moving one step directly upward (for White) or downward (for Black), and capturing one step diagonally upward (White) or diagonally downward (Black), through a front or side cube edge. In Raumschach there is no pawn initial two-step move (and consequently no capturing en passant), and no castling.

## Тривимірні шахиStar Trek

3D шахи в Star Trek (з епізоду " Військовий суд")

Tri-Вимірні шахи, Tri-D шахи або тривимірні шахи  — це варіант шахів, який можна побачити в багатьох епізодах і фільмах Star Trek, вона з'явилась в оригінальному серіалі (TOS) та продовжила набувати форми протягом наступних фільмів і допоміжних серіалів. 
Оригінальний реквізит Star Trek був створений з використанням дощок від 3D шашок і 3D хрестиків-ноликів, які на той час були в магазинах (ігри також можна було побачити в епізодах TOS), та додаванням шахових фігур з футуристичного класичного шахового набору, розробленого Пітером Ганіном. у 1961 р.  Дизайн зберіг 64 квадрата традиційної шахової дошки, але розподілив їх на окремі платформи в ієрархії просторових рівнів, щоб показати глядачам, як шахи адаптувалися до майбутнього, де переважають космічні подорожі. Правила гри ніколи не розроблювалися в рамках серіалу  – насправді, дошки іноді навіть не вирівнюються послідовно від однієї сцени до іншої в межах одного епізоду.
Шахова дошка Tri-D була додатково реалізована завдяки її включенню до технічного посібника Star Trek Star Fleet від Франца Йосипа, який створив стартові розташування фігур і короткі додаткові правила.

### Розробка правил
Повні стандартні правила для гри спочатку були розроблені в 1976 році Ендрю Бартмессом (за підтримки Джозефа), а згодом були розширені ним у комерційно доступний буклет.  На веб-сайті Чарльза Рота розміщено безкоштовне резюме стандартних правил англійською мовою, включаючи неясності та неоднозначності щодо переміщення фігур на чотирьох 2×2 ігрових дошках Tri-D.
Повний набір правил турніру з тривимірних шахів, написаний Йенсом Медером, доступний на його веб-сайті. Правила Медера базуються скоріше на правилах ФІДЕ, ніж на стандартних правилах Ендрю Бартмесса, з деякими відхиленнями. Репозиторій ігор з правилами турніру можна знайти на веб-сайті Майкла Кляйна.

### Приклади дошки
Зразки для створення шахової дошки Tri-D можна знайти на сторінках The Chess Variant Pages, а також у Bartmess Tri-D Chess Rules. Більш детальні пояснення для створення дошки туристичного розміру включені на веб-сайт Медера.

### Програмне забезпечення
Існує програмне забезпечення для гри Tri‑D шихи. Parmen (можливо названий на честь головного героя епізоду «Пасинки Платона») — це програма для Windows, написана Дагом Кінаном і доступна безкоштовно на його веб-сайті. AwfSoft пропонує безкоштовну версію Tri‑D Chess для Android.

## Інші тривимірні шахові варіанти

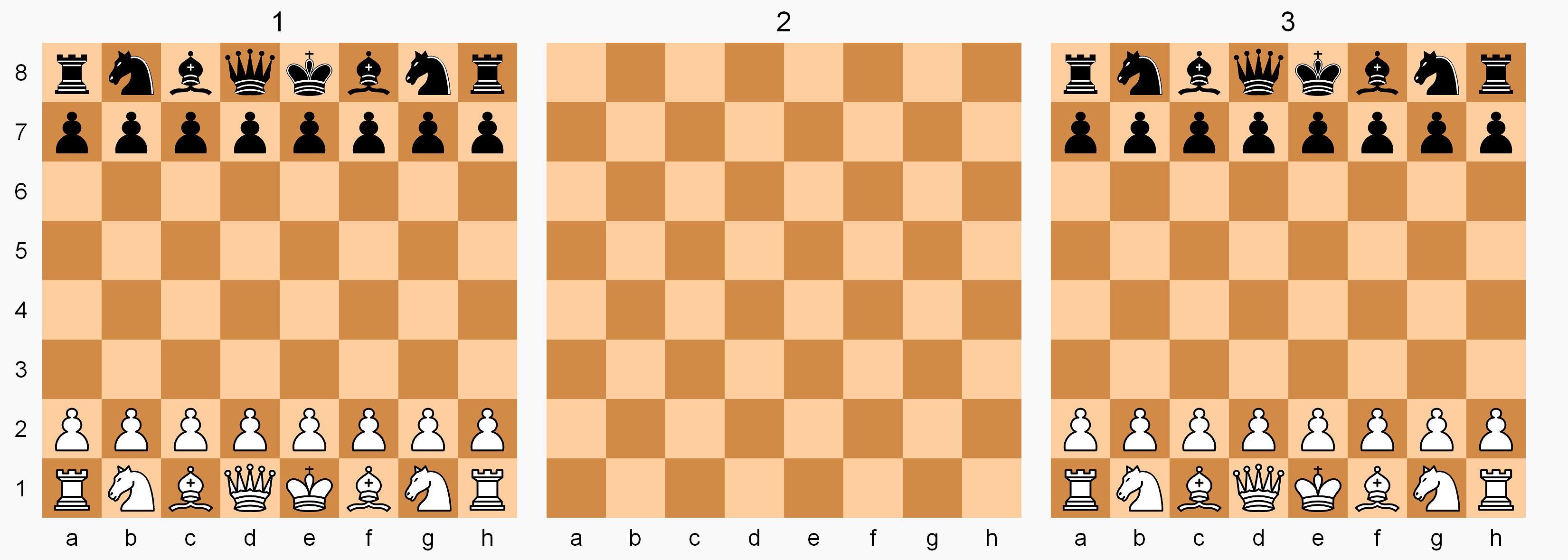
Паралельні світи Шахи

- Шахи Аліси — дві сусідні дошки 8×8 [b]
- Кубічні шахи — варіант 6×6×6
- Dragonchess — три складені дошки 8×12, фантастичний варіант
- Літаючі шахи — дві сусідні дошки 8×8
- 3D шахи Millennium — варіант 8×8×3, що зберігає більшість правил стандартних шахів [9]
- Шахи з паралельними світами — варіант 8×8×3 з двома арміями на гравця
- Космічний сьогі — варіант сьогі 9×9×9

## У художній літературі
Як і в Star Trek, багатовимірні шахи представлені в різних художніх творах, як правило, у футуристичних або науково-фантастичних світах. Наприклад Nova, Blake's 7, UFO, Астронавт Джонс, Unreal 2, франшизу Legion of Super-Heroes, Доктор Хто, Теорія Великого вибуху та Легофильм . Концепція пародіюється у Футурамі як «тривимірний Ерудит ». 

## Читати докладніше
- Hooper, David; Whyld, Kenneth (1987). "Three-dimensional chess". The Oxford Companion to Chess. Oxford University Press. с. 351–52. ISBN 0-19-281986-0.

## Зовнішні посилання
- Three Dimensional (index). The Chess Variant Pages.

Раумшах

- Raumschach. The Chess Variant Pages.
- 3‑D Chess FAQ File. The Chess Variant Pages.
- Raumschach   на BoardGameGeek
- Friedlander, Ed. Raumschach. — a simple program (in Java)
- Raumschach. Jocly.com.

Зоряний шлях Tri‑D

- Bodlaender, Hans. 3‑D Chess from Star Trek. The Chess Variant Pages.
- Bartmess, Andrew. Tridimensional Chess Rules. — комерційний сайт; історія стандартних правил
- Roth, Charles. Star Trek 3‑D Chess Rules. — підсумок стандартних правил
- Meder, Jens. 3‑D chess. — Tri‑D шахи турнірні правила, дошки, та інше
- Klein, Michael. 3‑D Chess. — бібліотека турнірних правил та інше
- Three-dimensional chess на сайті Memory Alpha[en] (англ.)
- Шаблон:Bgg
- Tri‑D Chess Tracker. — Tri-Dimensional Chess Tracker; веб-додаток на PerlШаблон:Chess variants